# March 721
March 721 – samochód Formuły 1, zaprojektowany w 1972 roku przez Robina Herda i Geoffa Ferrisa dla March Engineering. Samochód nie odnosił znaczących sukcesów.

## Historia
Model 721 opierał się na poprzedniku, Marchu 711. Nadwozie samochodu było oparte na aluminiowym monocoque oraz standardowej skrzyni biegów Hewland FG400, a także powszechnym silniku Ford Cosworth DFV. Z samochodu korzystał nie tylko March, ale także ścigający się dla Williamsa Henri Pescarolo. Samochód nie odniósł jednak większych sukcesów.
W 1972 roku wybudowano także model 721X (X od "eXperimental". Założeniem samochodu była redukcja momentu bezwładności, tak jak w Tyrrellu 005. W tym celu zastosowano układ przeniesienia napędu oraz poprzeczną skrzynię biegów Alfy Romeo. Samochód odnosił niezadowalające rezultaty i projekt zarzucono.
Na prośbę Mike'a Beuttlera March skonstruował także model 721G. Samochód został wybudowany w dziewięć dni, stąd w oznaczeniu litera G (od "Guinness Book Of Records" – "Księga rekordów Guinnessa"). Samochód miał większy zbiornik paliwa, ale był lekki i szybki, więc fabryczny zespół wkrótce zbudował ten sam pojazd dla siebie. Model 721G ustanowił trend dla następnych samochodów Marcha.

## Wyniki w Formule 1
| Legenda oznaczeń w tabelach wyników Wyświetl szablon na nowej stronie | Legenda oznaczeń w tabelach wyników Wyświetl szablon na nowej stronie                                                                     |
| Oznaczenie                                                            | Wyjaśnienie |
| --------------------------------------------------------------------- | --- |
| Złoty                                                                 | Zwycięzca lub mistrzostwo |
| Srebrny                                                               | 2. miejsce lub wicemistrzostwo |
| Brązowy                                                               | 3. miejsce lub II wicemistrzostwo |
| Zielony                                                               | Ukończył, punktował (w klasyfikacji generalnej, gdy zdobył co najmniej jeden punkt na przestrzeni sezonu, poza trzema powyższymi opcjami) |
| Niebieski                                                             | Ukończył, nie punktował (w klasyfikacji generalnej, gdy nie zdobył co najmniej jednego punktu na przestrzeni sezonu)                      |
| Czerwony                                                              | Nie zakwalifikował się (NZ) |
| Czerwony                                                              | Nie prekwalifikował się (NPK) |
| Różowy                                                                | Nie ukończył (NU) |
| Różowy                                                                | Niesklasyfikowany (NS) (w klasyfikacji generalnej, gdy nie został sklasyfikowany w żadnym wyścigu sezonu)                                 |
| Czarny                                                                | Zdyskwalifikowany (DK) |
| Czarny                                                                | Wykluczony (WYK/EX) |
| Biały                                                                 | Nie wystartował (NW) |
| Biały                                                                 | Kontuzjowany (K/INJ) |
| Biały                                                                 | Wyścig odwołany (OD/C) |
| Bez koloru                                                            | Został wycofany (WYC/WD) |
| Bez koloru                                                            | Nie przybył (NP/DNA) |
| Bez koloru                                                            | Nie brał udziału w treningach (NT/DNP) |
| Bez koloru                                                            | Nie został zgłoszony (–) |
| Pogrubienie                                                           | Start z pole position |
| Kursywa                                                               | Najszybsze okrążenie wyścigu |
| †                                                                     | Nie ukończył, ale jego rezultat został zaliczony ze względu na przejechanie więcej niż 90% dystansu wyścigu.                              |
| *                                                                     | Sezon w trakcie |
| 1/2/3                                                                 | Punktowana pozycja w sprincie kwalifikacyjnym                                                                                             |
| Lista systemów punktacji Formuły 1                                    | |

| Rok  | Zespół                         | Silnik  | Opony | Kierowcy           | 1   | 2   | 3   | 4   | 5   | 6   | 7   | 8   | 9   | 10  | 11  | 12  | 13  | 14  | 15  | Pkt.    | Msc. |
| ---- | ------------------------------ | ------- | ----- | ------------------ | --- | --- | --- | --- | --- | --- | --- | --- | --- | --- | --- | --- | --- | --- | --- | ------- | ---- |
| 1972 | STP March Racing Team          | Ford V8 | G     |                    | ARG | ZAF | ESP | MCO | BEL | FRA | GBR | DEU | AUT | ITA | CND | USA |     |     |     | 12 (15) | 6    |
| 1972 | STP March Racing Team          | Ford V8 | G     | Ronnie Peterson    | 6   | 5   | NU  | 11  | 9   | 5   | 7   | 3   | 12  | 9   | DK  | 4   |     |     |     | 12 (15) | 6    |
| 1972 | STP March Racing Team          | Ford V8 | G     | Niki Lauda         | 11  | 7   | NU  | 16  | 12  | NU  | 9   | NU  | 10  | 13  | DK  | NS  |     |     |     | 12 (15) | 6    |
| 1972 | Team Williams Motul            | Ford V8 | G     | Henri Pescarolo    |     | 11  | 11  | NU  | NS  | NW  |     | NU  | NW  | NZ  | 13  | 14  |     |     |     | 12 (15) | 6    |
| 1972 | Clarke-Mordaunt-Guthrie Racing | Ford V8 | G     | Mike Beuttler      |     |     | NZ  | 13  | NU  | NU  | 13  | 8   | NU  | 10  | NS  | 13  |     |     |     | 12 (15) | 6    |
| 1973 | STP March Racing Team          | Ford V8 | G     |                    | ARG | BRA | ZAF | ESP | BEL | MCO | SWE | FRA | GBR | NLD | DEU | AUT | ITA | CND | USA | 0 (14)  | 5    |
| 1973 | STP March Racing Team          | Ford V8 | G     | Jean-Pierre Jarier | NU  | NU  | NS  | NU  |     |     |     |     |     |     |     |     |     |     |     | 0 (14)  | 5    |
| 1973 | Clarke-Mordaunt-Guthrie Racing | Ford V8 | G     | Mike Beuttler      | NU  | NU  | NS  |     |     |     |     |     |     |     |     |     |     |     |     | 0 (14)  | 5    |